# Claus-Steffen Mahnkopf
Claus-Steffen Mahnkopf (Mannheim, 22 ottobre 1962) è un compositore, scrittore e curatore editoriale tedesco.

## Biografia
Claus-Steffen Mahnkopf nacque a Mannheim, Germania Ovest e studiò composizione con Brian Ferneyhough, Klaus Huber ed Emanuel Nunes e teoria musicale all'Accademia musicale di Friburgo, dove si laureò nel 1992. Contemporaneamente studiò musicologia e filosofia con Jürgen Habermas e sociologia all'università. Nel 1993 conseguì un dottorato in filosofia per la sua tesi su Arnold Schönberg. Per le sue composizioni Mahnkopf ha vinto numerosi premi internazionali, tra cui il Gaudeamus International Composers Award nel 1990, il premio di composizione della città di Stoccarda e il Composers Award della Ernst-von-Siemens Music Foundation nel 1998. Mahnkopf è stato a Roma (Villa Massimo), Italia, Venezia (Centro Tedesco di Studi Veneziani), Italia e Basilea (Paul-Sacher-Stiftung), Svizzera, grazie a borse di studio. Nel 1995 fu uno dei fondatori della Gesellschaft für Musik und Ästhetik (società per la musica e l'estetica) ed è anche uno dei curatori editoriali della rivista della società. Mahnkopf ha lavorato come insegnante di teoria musicale e come consulente per i teatri d'opera ed ha pubblicato numerosi saggi su riviste di musicologia.
Nel 1999 ha sposato la professoressa dottoressa Francesca Yardenit Albertini, un'ebrea filosofa della religione.
Dal 2001 al 2005 Mahnkopf ha lavorato regolarmente presso l'Experimental Studio della SWR.
Dal 2005 Claus-Steffen Mahnkopf insegna composizione all'Università di Musica e Teatro "Felix Mendelssohn Bartholdy" di Lipsia.
La sua musica viene eseguita da molti gruppi, come SurPlus o ensemble recherche in festival internazionali, come ad esempio il Festival di Salisburgo o il Festival delle Fiandre. Tra gli artisti che eseguono regolarmente i suoi lavori figurano l'oboista Peter Veale, Sophie-Mayuko Vetter, Carin Levine, James Avery e Frank Cox.

## Lavori principali

### Teatro
- Angelus novus (1997/2000)

Teatro musicale di Claus-Steffen Mahnkopf dopo Walter Benjamin, solisti: soprano, flauto, oboe piccolo, violoncello, piano, percussioni (variabile), scritto per la Biennale di Monaco

### Orchestra
- Prospero’s Epilogue (2004)

per pianoforte e orchestra, scritto per il Salzburger Festspiele
- humanized void (2003–2007)

per grande orchestra, scritto per la Bayerischer Rundfunk

### Camera
- Chorismos (1986/1987)
- Medusa (1990–1992)

per oboe / corno inglese e orchestra da camera
- Meta Medeian (1994)

serenata per archi
- Kammersymphonie 1,2, & 3 (1993/94, 1997/99 & 2007)

### Lavori per gruppo
- »il faut continuer« Requiem for Samuel Beckett (1990–92)

per complesso da camera
- Solitude-Sérénade (1997)

per ottavino e gruppo
- Angela Nova (1999/2000)

per soprano e gruppo
- Todesmusik I & II (2001, “Music of Death”)

per gruppo

### Musica da camera
- Krebs-Zyklus (1985, “Cancer Cycle”)

per violoncello e piano
- Die Schlangen der Medusa (1991, „Medusa’s Snakes“)

per (4) clarinetti
- Illuminations du brouillard (1992/1993)

per oboe e piano, scritto per il Baden-Württemberg Ministry of Science, Research and Arts
- Mon coeur mis à nu (1986/1996/1997)

per quattro voci (soprano, contralto, tenore, basso), scritto per la Baden-Württemberg Ministry of Science, Research and Arts
- Trio basso per viola, violoncello e contrabbasso (1995)
- resquiescant in pace (2000)

in memoriam victimarum christianitatis, per quattro suonatori (violino, viola, violoncello e percussioni), scritto per ensemble recherche
- Hommage à Frank Cox (2006)

per tre suonatori (chitarra elettrica, vibrafono a un quarto di tono e pianoforte), scritto per ensemble asamisimasa

### Solista
- Monade (1985/1986)

per oboe
- memor sum (1989)

per viola
- Pegasos (1991)

per clavicembalo
- Stheno und Euryale (1992)

per arpa o per arpa con ua seconda arpa scordata
- La terreur d’ange nouveau (1997–99)

per flauto
- deconstructing accordion (2000/2001)

per fisarmonica, scritto per Südwestrundfunk
- Beethoven-Kommentar (2004)

per piano

### Con mezzi elettronici
- D.E.A.T.H (2001/2002)

per nastro a otto tracce
- W.A.S.T.E (2001/2002)

per oboe ed elettronica dal vivo
- void – mal d’archive (2002/2003)

composizione spazio e suono, per nastro a otto tracce

## Scritti
- Mahnkopf, Claus-Steffen, Veale Peter. The Techniques of Oboe Playing. A Compendium with Additional Remarks on the Oboe D’amore and Cor Anglais. Kassel: Bärenreiter, 1994.
- Since 1997 editor of the magazine Musik und Ästhetik. Stuttgart: Klett-Cotta.
- Since 2002 editor of the book series New Music and Aesthetics in the 21st Century. Hofheim: Wolke-Verlag in collaboration with the Gesellschaft für Musik und Ästhetik
- Editor of the study series sinefonia. Hofheim: Wolkeverlag.
- Klein, Richard, Mahnkopf, Claus-Steffen. Mit den Ohren denken. Suhrkamp 1998.
- Mahnkopf, Claus-Steffen. Kritische Theorie der Musik. Velbrück 2006.
- Huber, Klaus, Mahnkopf, Claus-Steffen. Von Zeit zu Zeit. Hofheim: Wolke-Verlag 2009.